# Організаційно-штатна структура військового формування

Організація танкової роти ЗСУ

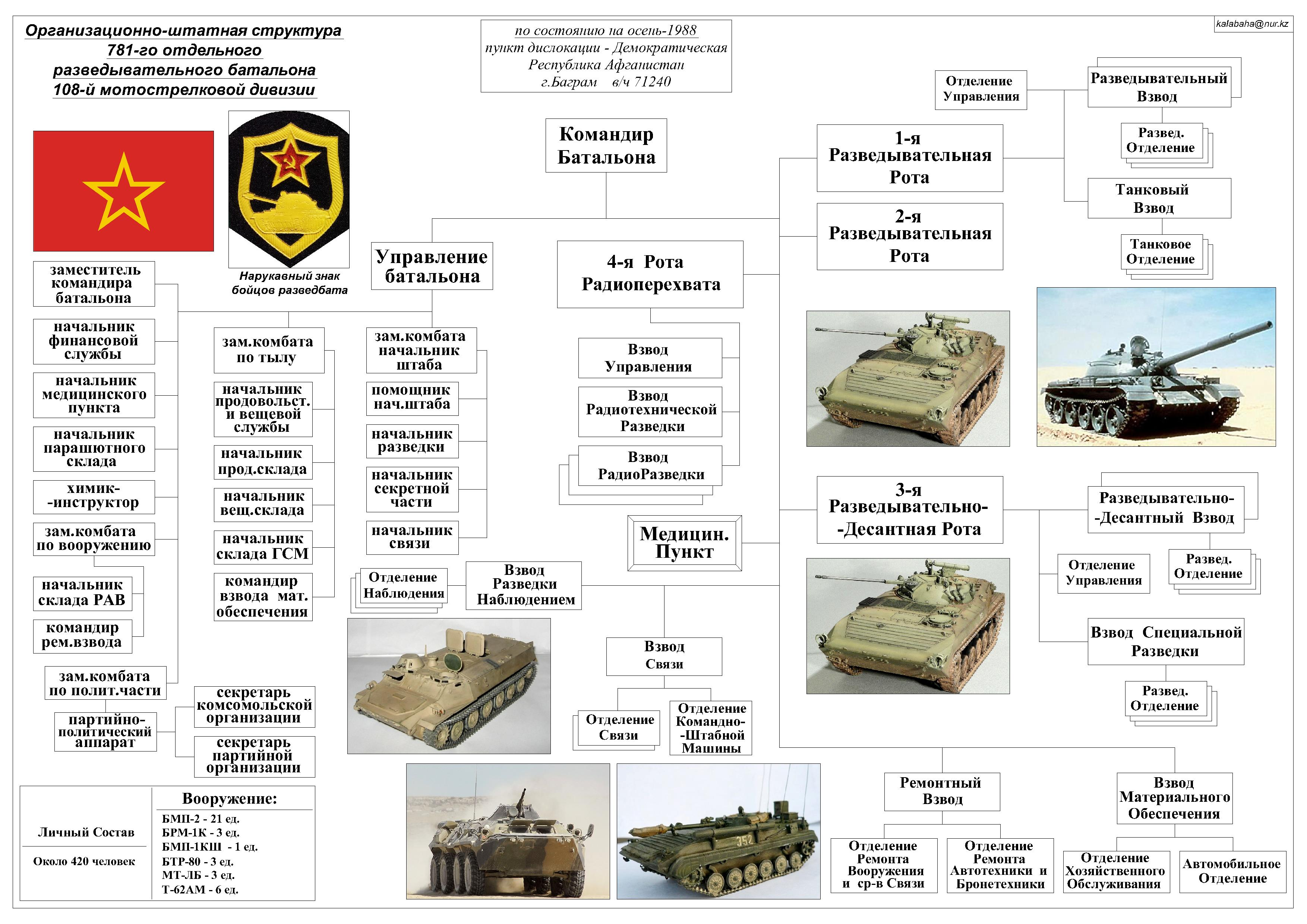
Організаційно-штатна структура 781-го окремого розвідувального батальйону ОКСВА. Осінь 1988

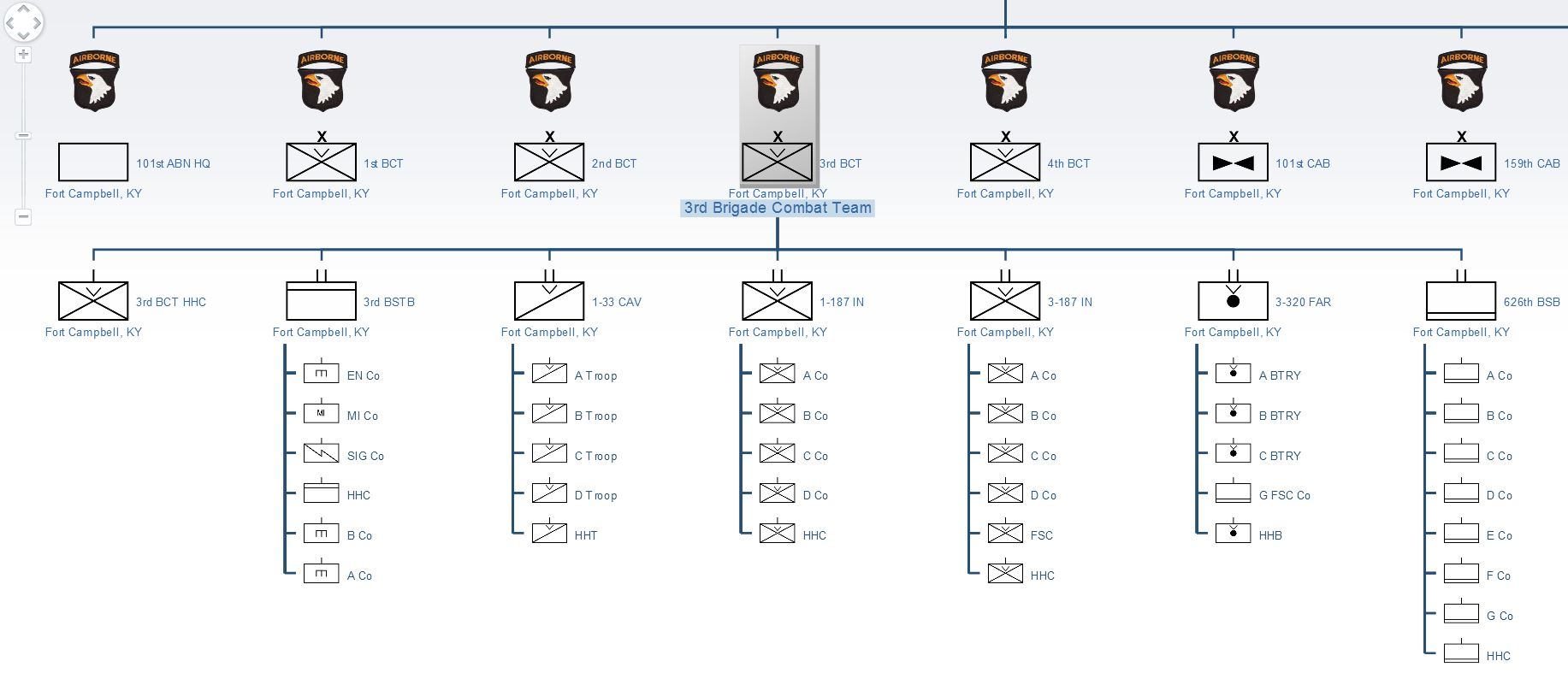
Організаційно-штатна структура 3-ї бригади 101-ї повітряно-штурмової дивізії армії США

Організаційно-штатна структура 10-ї гірсько-піхотної дивізії армії США

Організаці́йно-шта́тна структу́ра (ОШС), штатна чисельність — організаційна як правило графічно-текстова модель військового формування, затверджена офіційним документом, що визначає склад і чисельність особового складу, дозволеного до утримання у військовій частині, в установі, організації, військово-навчальному закладі за рахунок встановлених джерел фінансування. У збройних силах організаційно-штатна структура розробляється на основі штату, фондів грошового утримання та заробітної плати, а також затвердженого обсягу робіт і інших економічних показників (для частин, установ і підприємств, пов'язаних з виробничою діяльністю).

## З точки зору фінансування
В організаційно-штатній структурі вказуються: структурні підрозділи, що входять до складу військового формування, установи, організації, закладу; найменування і кількість посад військовослужбовців, робітників і службовців в кожному з них; посадові оклади, а також джерела грошових коштів для їх виплати.

## З точки зору технічного оснащення
Кожне формування ЗС України має так званий Табель до штату. Табель до штату є невід'ємним обов'язковим додатком до організаційно — штатної структури частини (підрозділу); у цьому документі в табличному вигляді розписано: які підрозділи мусять мати яку техніку, озброєння та інші, необхідні для забезпечення основної життєдіяльності технічні засоби; в якій кількості; а також варіанти можливої технічної заміни
Відповідність наявної військової техніки та озброєння закладеній в штаті входить в основу оцінювання технічної боєготовності частини (підрозділу) до виконання поставлених завдань (завдань за призначенням).

## Витяг з Наказу Про затвердження Положення про військові навчальні підрозділи вищих навчальних закладів
Типовий приклад документу, що визначає майбутню організаційно-штатну структуру військових навчальних підрозділів ВНЗ, є спільний Наказ Міністерства освіти та науки України та Міністерства оборони України 15.08.2013 № 1190/560 Про затвердження Положення про військові навчальні підрозділи вищих навчальних закладів
II. Структура військових навчальних підрозділів
1. Структура та чисельність особового складу військових навчальних підрозділів, що здійснюють підготовку військових фахівців, визначаються штатами, а військових навчальних підрозділів, що призначені для підготовки офіцерів запасу з числа студентів, — штатними розписами.
Порядок розробки та затвердження штатів військових навчальних підрозділів визначається відповідним наказом Міноборони або іншого центрального органу виконавчої влади за підпорядкованістю.
Типові нормативи для розробки штатів (штатних розписів) військових навчальних підрозділів визначаються Міноборони та МОН.
Штати (штатні розписи) складаються та щороку корегуються залежно від обсягів державного замовлення на підготовку військових фахівців.
У разі проведення військової підготовки студентів за програмою підготовки офіцерів запасу за кошти фізичних осіб, а також при організації у військових навчальних підрозділах підготовки студентів за цивільними спеціальностями до штату (штатного розпису) військового навчального підрозділу розробляється штатний розпис (додатковий штатний розпис). Утримання військовослужбовців за кошти фізичних осіб забороняється.
2. Військовий інститут створюється у складі університету або академії та є його навчально-науковим структурним підрозділом.
До складу військового інституту можуть входити факультети, кафедри, наукові, науково-дослідні центри та лабораторії, підрозділи курсантів (слухачів, студентів), навчальні центри, курси перепідготовки (підвищення кваліфікації) тощо.
Створення у складі військових інститутів інших підрозділів, передбачених законодавством, здійснюється за погодженням з Міноборони або іншим органом виконавчої влади, якому підпорядкований військовий інститут.
Військовий коледж створюється у складі ВНЗ або вищого військового навчального закладу третього (четвертого) рівнів акредитації та є його навчальним структурним підрозділом.
До складу військового коледжу можуть входити відділення, предметні (циклові) комісії, навчальні лабораторії, навчальні центри, підрозділи курсантів (слухачів, студентів) тощо.
3. Факультет військової підготовки є організаційним і навчально-науковим структурним підрозділом ВНЗ третього або четвертого рівня акредитації, що об'єднує відповідні кафедри і лабораторії.
До складу факультету військової підготовки можуть входити науково-дослідні лабораторії, підрозділи курсантів (слухачів, студентів), курси перепідготовки (підвищення кваліфікації) тощо.
Кафедра військової підготовки є структурним підрозділом ВНЗ, що проводить навчально-виховну та методичну діяльність з військово-професійної підготовки курсантів (студентів), а також бере участь у науковій діяльності ВНЗ, у тому числі з підготовки науково-педагогічних працівників та підвищення кваліфікації військових фахівців.
Залежно від особливостей організації навчально-виховного процесу у військових навчальних підрозділах можуть створюватися інші структурні підрозділи, що призначені для забезпечення їх діяльності.
Для вирішення окремих завдань і більш повного використання потенціалу цивільних та військових навчальних підрозділів ВНЗ можуть створювати спільні структурні підрозділи відповідно до законодавства України.

## Облік
Слід зауважити, що зазначену штатну чисельність відрізняють від таких понять, як списочна чисельність та наявна чисельність у в/ч відповідно настанови з обліку особового складу.
У країнах НАТО облік особового складу поділяється на:
- персональний (поіменний);
- штатно-посадовий;
- кількісний (статистичний);
- автоматизований.

## Мовні нюанси
Мовні особливості російської та української мов на певному перехідному етапі привели до деякої плутанини в термінах. Так російське «по штату» (себто те, що НАЛЕЖИТЬ мати за документом) українською «за штатом»; при цьому російське «за штатом» відповідає українському «поза штатом», себто, надлишкове, що міститься понад належної кількості. Звідси «позаштатна техніка» (рос. внештатная техника), але «вивести за штат» (вивести поза штатом на відміну від виключити із списків частини).